# 臣軌
『臣軌』（しんき）は、中国唐代の典籍。上元2年（675年）3月に高宗の皇后・武則天の命を受けた周思茂、元万頃、范履冰、苗神客、胡楚賓により編纂された。
『臣軌』は2巻10編（国体、至忠、守道、公正、匡諌、誠信、慎密、廉潔、良将、利人）より構成され儒家の伝統的な道徳概念を基礎に、臣下の心構えや忠君を説いた内容であり、当時の官人及び科挙受験者である挙人必読の典籍とされた。中国では早くに原本が失われたが、日本では後世まで伝わり、江戸末期に林述斎により編纂された『佚存叢書』などに収録されている。